# Xã Splithand, Quận Itasca, Minnesota
Xã Splithand (tiếng Anh: Splithand Township) là một xã thuộc quận Itasca, tiểu bang Minnesota, Hoa Kỳ. Năm 2010, dân số của xã này là 250 người.